# Dejan Iliev
Dejan Iliev (in macedone Дејан Илиев?; Strumica, 25 febbraio 1995) è un calciatore macedone, portiere dell'UTA Arad.

## Carriera

### Club
Cresciuto nel settore giovanile dell'Arsenal, nella stagione 2018-2019 viene aggregato al gruppo della prima squadra ricevendo tre convocazioni stagionali, una in Carabao Cup e due in UEFA Europa League.
Al termine della stagione viene prestato al Sereď con cui debutta fra i professionisti il 21 luglio in occasione dell'incontro di Fortuna Liga perso 2-0 contro lo Spartak Trnava; nonostante il ruolo da titolare dopo soli sei mesi il prestito viene interrotto con il giocatore che passa con la stessa formula al Jagiellonia.
L'8 ottobre 2020 viene prestato allo Shrewsbury Town, militante in Football League One; utilizzato in soli 3 incontri, a gennaio viene richiamato a Londra dove però non collezionerà più alcuna presenza.
Nel luglio del 2021 viene ceduto in prestito nuovamente al Sereď.

### Nazionale
Ha giocato nelle nazionali giovanili macedoni Under-17, Under-19 ed Under-21; nel 2022 ha esordito in nazionale maggiore.

## Statistiche

### Presenze e reti nei club
Statistiche aggiornate al 29 agosto 2021.
| Stagione        | Squadra         | Campionato      | Campionato | Campionato | Coppe nazionali | Coppe nazionali | Coppe nazionali | Coppe continentali | Coppe continentali | Coppe continentali | Altre coppe | Altre coppe | Altre coppe | Totale | Totale |
| Stagione        | Squadra         | Comp            | Pres       | Reti       | Comp            | Pres            | Reti            | Comp               | Pres               | Reti               | Comp        | Pres        | Reti        | Pres   | Reti   |
| --------------- | --------------- | --------------- | ---------- | ---------- | --------------- | --------------- | --------------- | ------------------ | ------------------ | ------------------ | ----------- | ----------- | ----------- | ------ | ------ |
| 2018-2019       | Arsenal         | PL              | 0          | 0          | FACup+CdL       | 0               | 0               | UEL                | 0                  | 0                  | EFL Trophy  | 4           | -9          | 4      | -9     |
| 2019-gen. 2020  | Sereď           | SL              | 18         | -26        | CS              | 0               | 0               |                    | -                  | -                  |             | -           | -           | 18     | -26    |
| gen.-giu. 2020  | Jagiellonia     | EK              | 4          | -7         | CP              | 0               | 0               |                    | -                  | -                  |             | -           | -           | 4      | -7     |
| 2020-gen. 2021  | Shrewsbury Town | FL1             | 3          | -3         | FACup+CdL       | 0               | 0               |                    | -                  | -                  | EFL Trophy  | 0           | 0           | 3      | -3     |
| gen.-giu. 2021  | Arsenal         | PL              | 0          | 0          | FACup+CdL       | 0               | 0               |                    | -                  | -                  |             | -           | -           | 0      | 0      |
| 2021-2022       | Sereď           | SL              | 5          | -5         | CS              | 0               | 0               |                    | -                  | -                  |             | -           | -           | 5      | -5     |
| Totale carriera | Totale carriera | Totale carriera | 30         | -41        |                 | 0               | 0               |                    | 0                  | 0                  |             | 4           | -9          | 34     | -50    |

## Palmarès

### Club

#### Competizioni nazionali
- Campionato finlandese: 1

HJK: 2023
- Liigacup: 1

HJK: 2023